# 蒙和马雷
蒙和马雷（法語：Mont-et-Marré，法語發音：[mɔ̃ e maʁe]）是法国涅夫勒省的一个市镇，属于希农堡（城）区。

## 地理
蒙和马雷（47°5'21"N, 3°38'25"E）面积18 平方千米，位于法国勃艮第-弗朗什-孔泰大區涅夫勒省，该省份为法国中部省份，北至约讷省，西北接卢瓦雷省，西接谢尔省，南至阿列省，东南接索恩-卢瓦尔省，东临科多尔省。
与蒙和马雷接壤的市镇（或旧市镇、城区）包括：巴佐勒、巴祖瓦地区沙蒂隆、蒙塔帕、乌尼、巴祖瓦地区欧奈、阿尚、圣莫里斯。

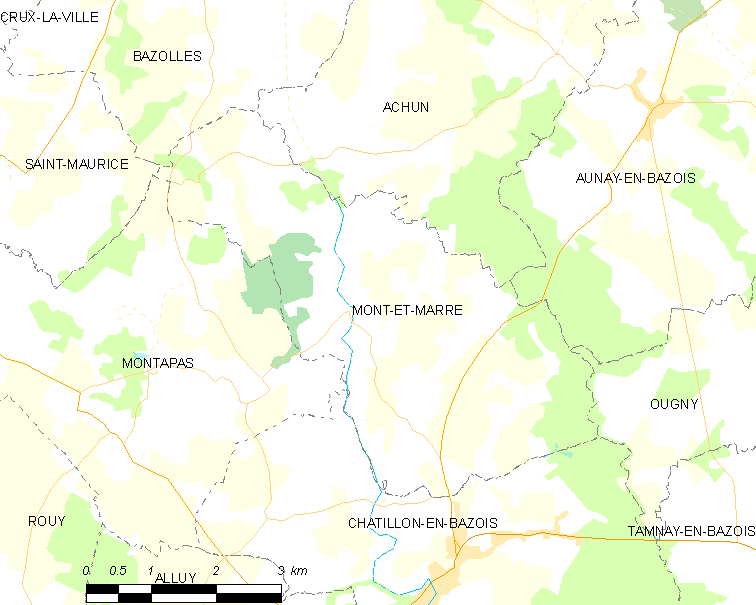
蒙和马雷的OSM定位图

蒙和马雷的时区为UTC+01:00、UTC+02:00（夏令时）。

## 行政
蒙和马雷的邮政编码为58110，INSEE市镇编码为58175。

## 政治
蒙和马雷所属的省级选区为希农堡县。

## 人口

1962-2008年间蒙和马雷人口变化图示

蒙和马雷于2022年1月1日时的人口数量为152人。